# Лі Лі (тенісистка)
Лі Лі (нар. 15 листопада 1976) — колишня китайська тенісистка.
Найвищу одиночну позицію світового рейтингу — 245 місце досягла 13 травня 1996, парну — 226 місце — 10 жовтня 1994 року.
Здобула 1 одиночний та 3 парні титули туру ITF.

## Фінали ITF
| Турніри $25,000 |
| Турніри $10,000 |

### Одиночний розряд (1–1)
| Результат | Ранг | Дата           | Місце          | Покриття | Суперниця     | Рахунок  |
| Перемога  | 1.   | 22 травня 1995 | Пекін, КНР     | Тверде   | Choi Young-ja | 6–2, 6–3 |
| Поразка   | 2.   | 4 вересня 1995 | Тяньцзінь, КНР | Тверде   | Ї Цзін-Цянь   | 1–6, 4–6 |

### Парний розряд (3–3)
| Результат | Ранг | Дата            | Місце              | Покриття | Partnering    | Суперниці                     | Рахунок       |
| Перемога  | 1.   | 23 травня 1994  | Пекін, КНР         | Тверде   | Ві Їн         | Choi Ju-yeon Choi Young-ja    | 7–6, 6–7, 6–4 |
| Поразка   | 2.   | 24 жовтня 1994  | Кіото, Японія      | Тверде   | Чень Цзінцзін | Аннабел Еллвуд Труді Мусгрейв | 6–4, 6–7, 3–6 |
| Поразка   | 3.   | 25 березня 1996 | Бандунґ, Індонезія | Тверде   | Чень Цзінцзін | Обата Саорі Урабе Намі        | 3–6, 3–6      |
| Перемога  | 4.   | 8 вересня 1996  | Пекін, КНР         | Тверде   | Чень Цзінцзін | Чень Лі-Лін Ї Цзін-Цянь       | 2–6, 7–5 ret. |
| Поразка   | 5.   | 7 червня 1998   | Літл-Рок, США      | Тверде   | Лі Тін        | Ісіда Кейко Наґатомі Кейко    | 5–7, 1–6      |
| Перемога  | 6.   | 19 липня 1998   | Циндао, КНР        | Тверде   | Ї Цзін-Цянь   | Ху Чін-Бі Сатоко Куріока      | 6–4, 6–2      |